# Jasienica Dolna (gromada)
Jasienica Dolna – dawna gromada, czyli najmniejsza jednostka podziału terytorialnego Polskiej Rzeczypospolitej Ludowej w latach 1954–1972.
Gromady, z gromadzkimi radami narodowymi (GRN) jako organami władzy najniższego stopnia na wsi, funkcjonowały od reformy reorganizującej administrację wiejską przeprowadzonej jesienią 1954 do momentu ich zniesienia z dniem 1 stycznia 1973, tym samym wypierając organizację gminną w latach 1954–1972.
Gromadę Jasienica Dolna z siedzibą GRN w Jasienicy Dolnej utworzono – jako jedną z 8759 gromad na obszarze Polski – w powiecie nyskim w woj. opolskim, na mocy uchwały nr VII/25/54 WRN w Opolu z dnia 4 października 1954. W skład jednostki weszły obszary dotychczasowych gromad Jasienica Dolna, Mańkowice i Drogoszów ze zniesionej gminy Jasienica Dolna w tymże powiecie oraz Myszowice ze zniesionej gminy Korfantów w powiecie niemodlińskim w tymże województwie. Dla gromady ustalono 24 członków gromadzkiej rady narodowej.
31 grudnia 1959 do gromady Jasienica Dolna włączono wsie Włodary i Rynarcice ze zniesionej gromady Włodary w tymże powiecie.
31 grudnia 1961 do gromady Jasienica Dolna włączono wsie Piątkowice i Lasowice ze zniesionej gromady Piątkowice w tymże powiecie. 
Gromada przetrwała do końca 1972 roku, czyli do kolejnej reformy gminnej. 1 stycznia 1973 w powiecie nyskim reaktywowano gminę Jasienica Dolna, zniesioną ponownie 30 października 1975.